# 滋賀サファリ博物館
滋賀サファリ博物館（しがサファリはくぶつかん）は、滋賀県甲賀市信楽町にあった博物館。珍しい希少動物の剥製が集められた自然・動物学博物館であったが、2025年5月11日に閉館した。

## 概要

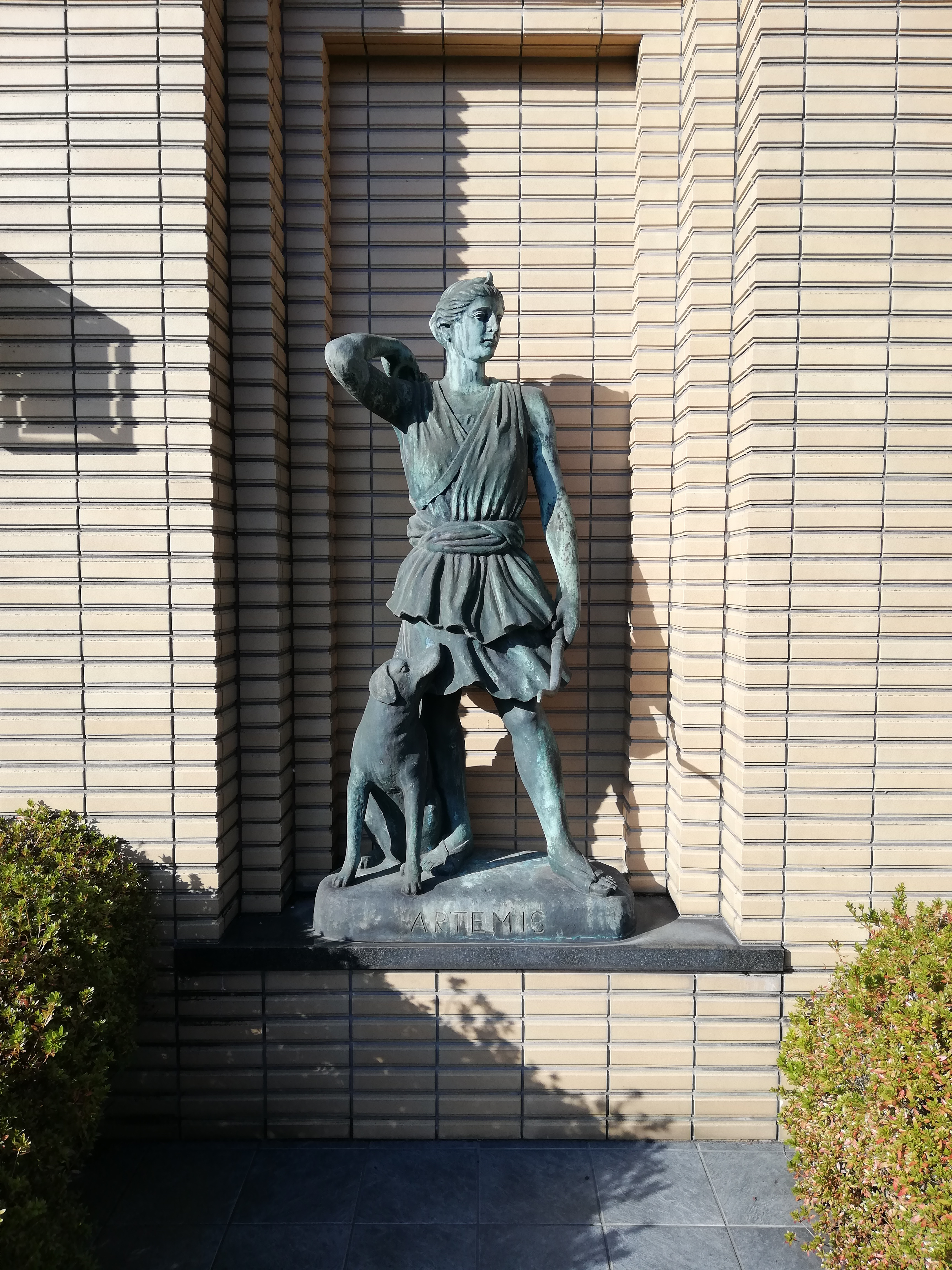
アルテミスの像

一人のハンターが自ら狩った多くの動物が、剥製として展示されている私設博物館。「サファリ」はスワヒリ語で「旅」を意味しており様々に派生した語だが、最初に転化した「狩猟」の意味を用いて館名に用いている。
博物館の建物の外にあるくぼみには、ギリシア神話に登場する狩猟の女神・アルテミスの像がおかれている。

## 展示
初代館長の近藤幸彦(2013年没、享年91歳)が世界各地で自ら狩猟した、動物約100点を剥製にして展示している。この中にはライオンやサイなどのほか、日本で生体を含めて唯一展示されているボンゴなどの希少なものも含まれる。
展示室は本館とアフリカ館の二つあり、本館にはアジアや北アメリカ、ニュージーランドの動物が展示されている。近藤氏は日本で1934年から1980年代まで狩猟を行っており、1971年から1996年にかけては世界で狩猟を行っていた。近藤氏の逝去後は、息子の幸久氏が館長を務めていた。

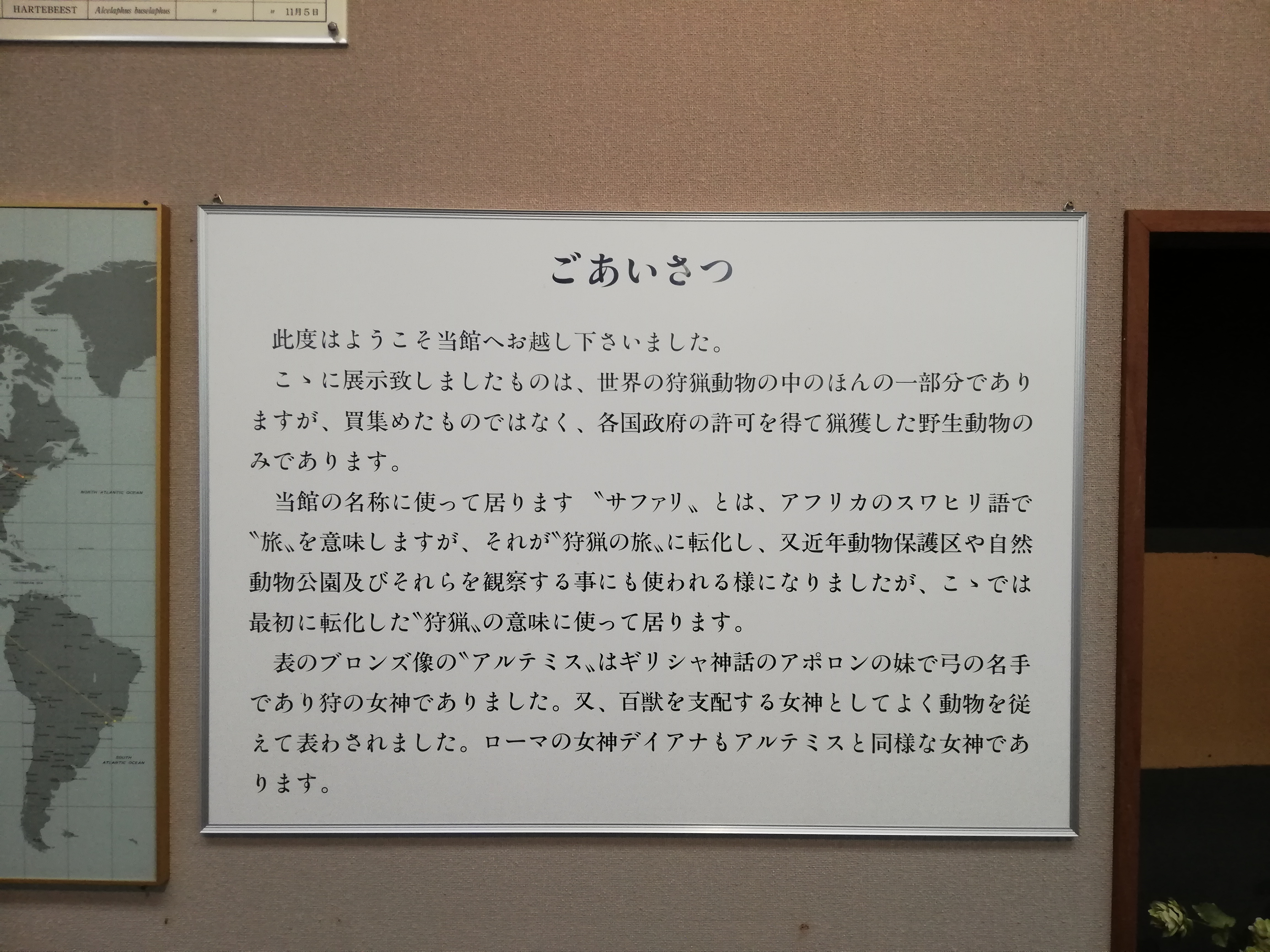
博物館の「ごあいさつ」
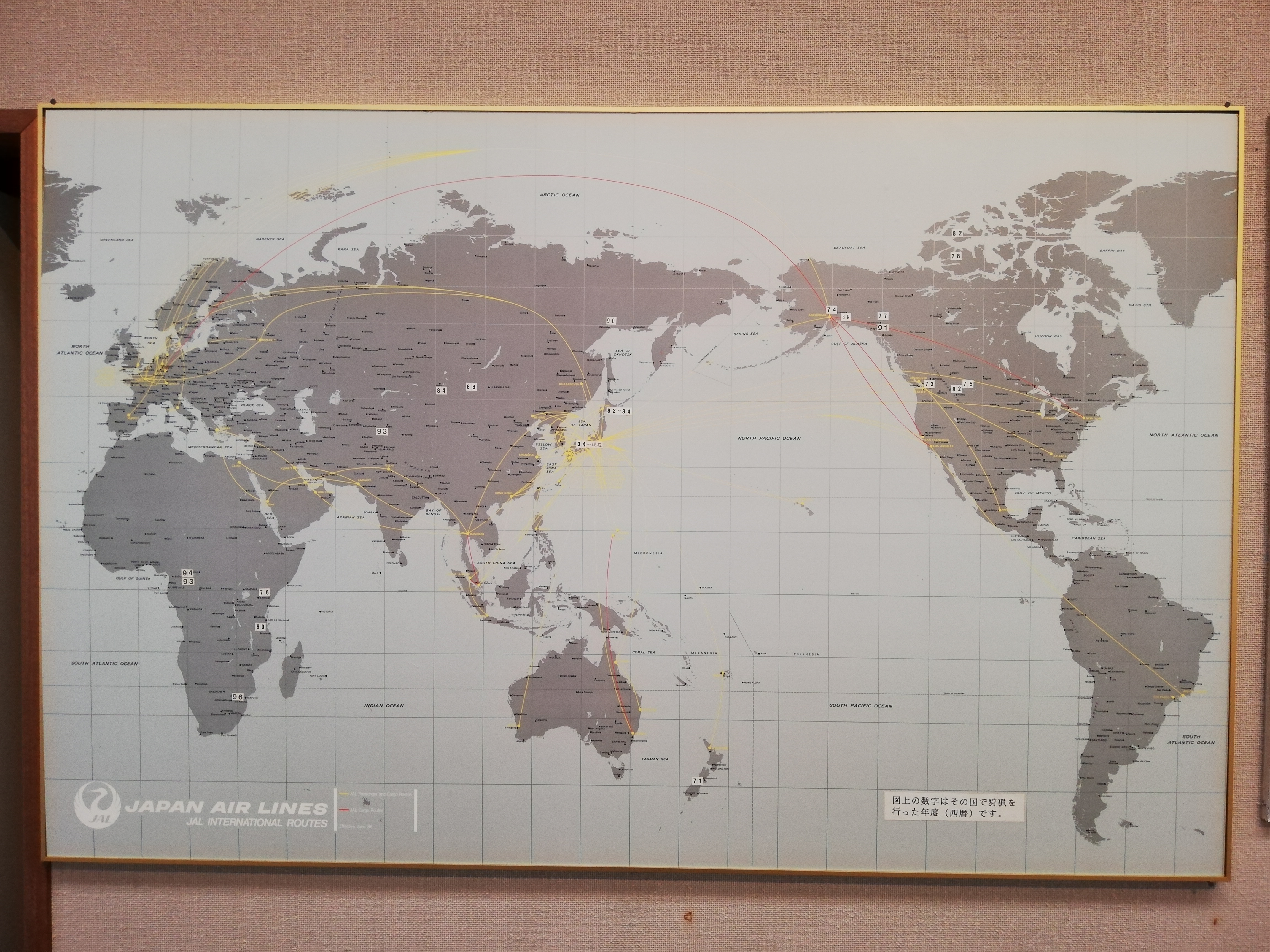
狩猟した国と年が記された世界地図
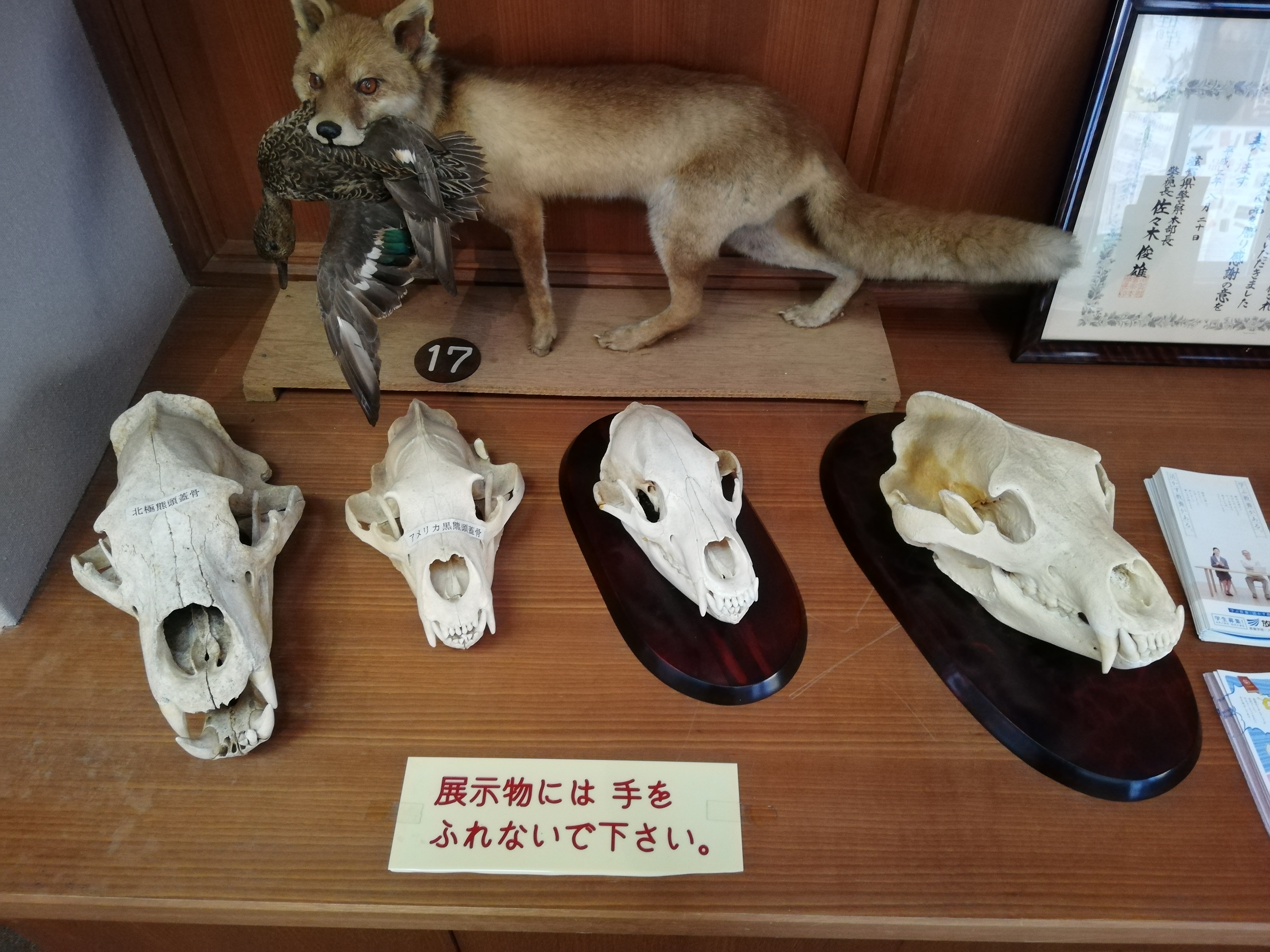
ホンド狐の剥製と北極熊とアメリカ黒熊の頭蓋骨各2点
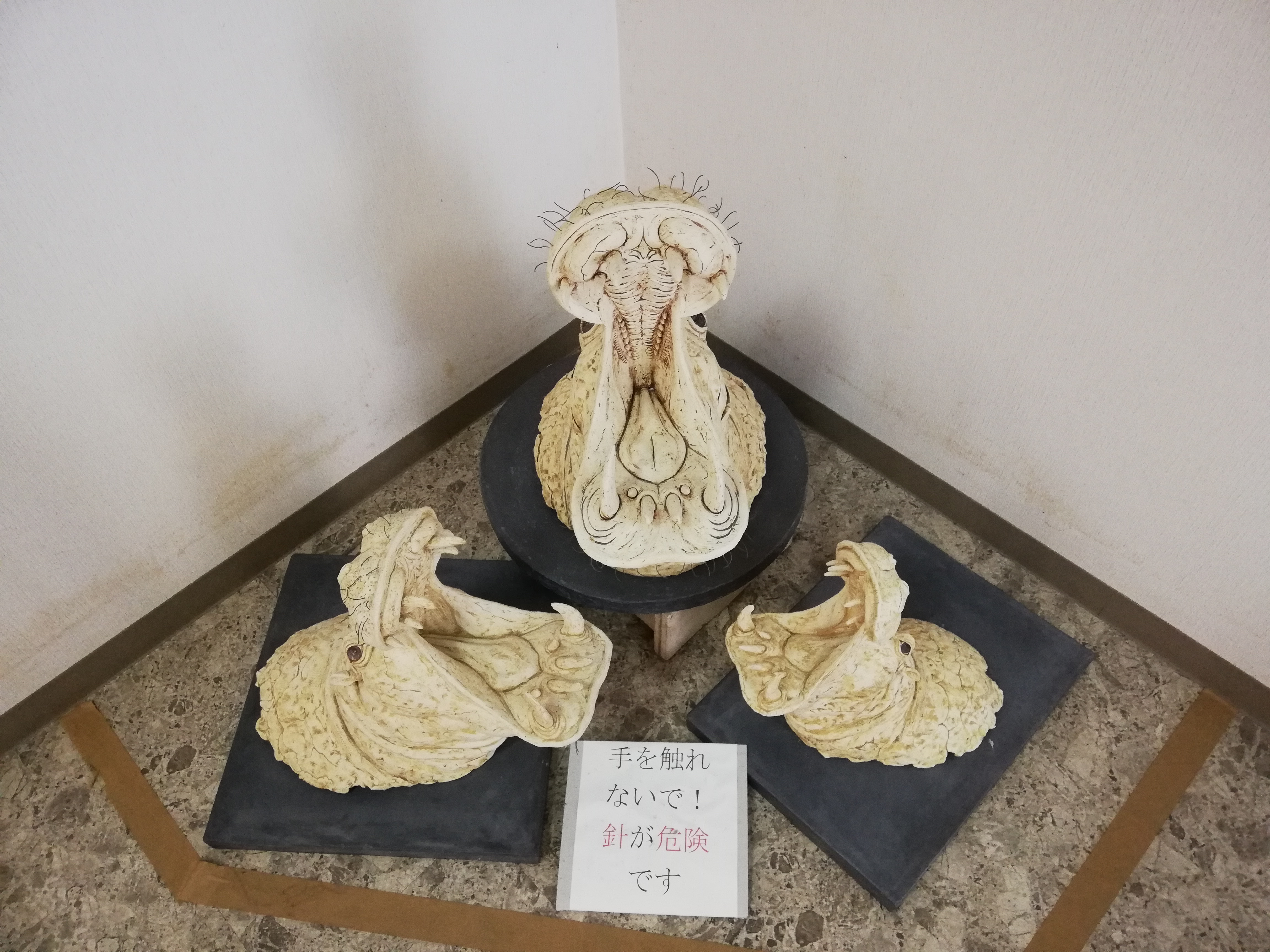
本館とアフリカ館の通路に置かれたカバの置物
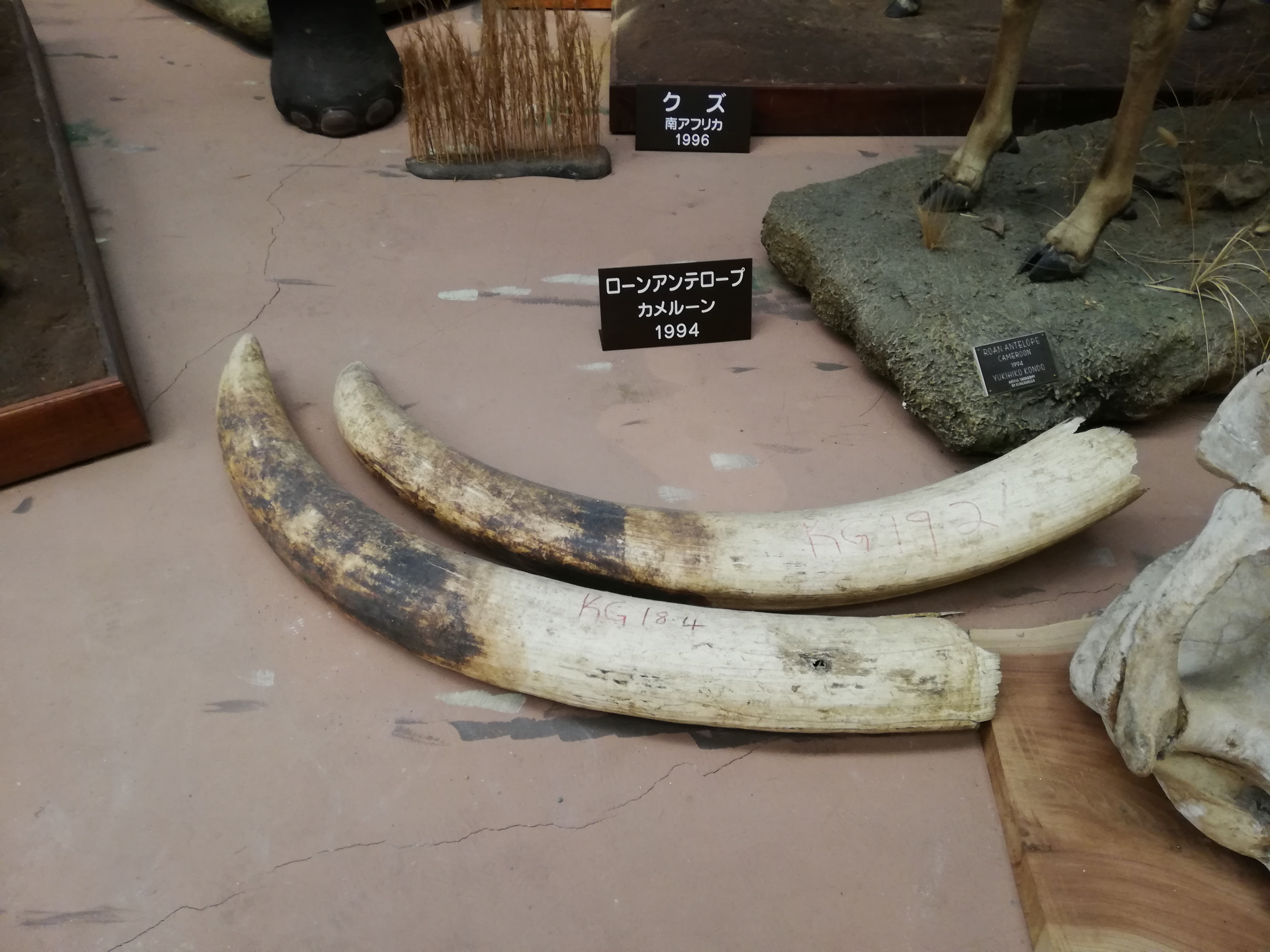
アフリカゾウの牙

閉館後、展示物は大阪芸術大学に寄贈され、2025年10月中旬に同学の大阪府河南町のキャンパス内で公開されることになっている。

## アクセス
鉄道
- 信楽高原鐵道信楽線紫香楽宮跡駅下車、国道307号を北（水口・日野方面）へ300メートル[8]。

自動車
- 新名神高速道路信楽IC下車、国道307号を南（伊賀・京田辺・枚方方面）へ150メートル[5][8]。